# Белтинци
Белтинци (словен. Beltinci прек. Böltinci) је градић и управно средиште истоимене општине Белтинци, која припада Помурској регији у Републици Словенији. Чрнец поток, притока Лендаве, протиче кроз насеље.
Парохијска црква у насељу посвећена је Светом Ладиславу и припада Римокатоличкој бискупији Мурска Собота. Датира из 1742. године са изменама из касног 19. века.

## Јеврејска заједница
У Белтинцима је до 1937. године постојала јеврејска православна синагога. Изграђена је 1860. године и служила је локалној јеврејској заједници. Дана 26. априла 1944. сви Јевреји из града су депортовани у логор за истребљење Аушвиц, из којег се нико од њих није вратио.
По последњем попису из 2002. године насеље Белтинци имало је 2.414 становника.